# Nowton
Nowton är en by och en civil parish i distriktet West Suffolk i Suffolk i England. Orten har 131 invånare (2001).
 Den har en kyrka.